# Omega Wave
Omega Wave – piąty album studyjny amerykańskiej grupy muzycznej Forbidden. Wydawnictwo ukazało się 22 października 2010 roku w Europie oraz 4 dni później w USA nakładem wytwórni muzycznej Nuclear Blast. Płytę poprzedził bezpłatny singel Dragging My Casket, który został udostępniony 11 października tego samego roku do odsłuchu w formie digital stream na oficjalnym profilu MySpace zespołu Forbidden. Album Omega Wave zadebiutował na 27. miejscu listy Top Heatseekers w Stanach Zjednoczonych sprzedając się w przeciągu tygodnia od dnia premiery w nakładzie 950 egzemplarzy.
Nagrania zostały zarejestrowane w Sonic Room/Audio Voyage Studios w Livermore w stanie Kalifornia w USA. Okładkę namalował Kent Mathieu, który współpracował również z zespołami Autopsy i Exodus. Wszystkie utwory zostały wyprodukowane przez gitarzystę Forbidden - Craiga Lociceroa oraz Tima Narducci'ego. Miksowanie wykonał Sean Beavan znany ze współpracy z grupami Slayer, Nine Inch Nails oraz Marilyn Manson.  

## Lista utworów
Opracowano na podstawie materiału źródłowego.
1. "Alpha Century" (Locicero) - 02:00
2. "Forsaken at The Gates" (Anderson, Hernandez, Locicero, Smyth) - 04:54
3. "Overthrow" (Anderson, Hernandez, Locicero, Smyth) - 04:43
4. "Adapt Or Die" (Anderson, Hernandez, Locicero) - 05:14
5. "Swine" (Anderson, Hernandez, Locicero, Smyth) - 06:30
6. "Chatter" (Anderson, Hernandez, Locicero) - 02:16
7. "Dragging My Casket" (Anderson, Camacho, Hernandez, Smyth) - 06:44
8. "Hopenosis" (Anderson, Camacho, Hernandez, Locicero) - 05:30
9. "Immortal Wounds" (Anderson, Hernandez, Locicero) - 05:29
10. "Behind The Mask" (Anderson, Hernandez, Locicero, Smyth) - 05:39
11. "Inhuman Race" (Anderson, Hernandez, Locicero, Smyth) - 06:25
12. "Omega Wave" (Anderson, Hernandez, Locicero, Smyth) - 06:00

## Twórcy
Opracowano na podstawie materiału źródłowego.
| - Russ Anderson - wokal prowadzący - Steve Smyth - gitara elektryczna, gitara akustyczna - Craig Locicero - gitara elektryczna, produkcja muzyczna - Matt Camacho - gitara basowa - Mark Hernandez - perkusja - Eric Kretz - pianino - Chuck Billy - wokal wspierający - Steve Souza - wokal wspierający | - Brad Barth - inżynieria dźwięku - Mike Gerlach - inżynieria dźwięku - Tim Narducci - produkcja muzyczna - Adam Ruppel - Pro-Tools - Sean Beavan - miksowanie - Kent Mathieu - okładka - Rob Kimura - oprawa graficzna - Eugene Straver - zdjęcia - Tambre Bryant - management, zdjęcia |